# 兜山古墳 (鯖江市)
兜山古墳（かぶとやまこふん）は、福井県鯖江市神明町2丁目にある円墳。1977年8月10日国の史跡に指定
。

## 概要
鯖江台地北部の東側斜面に位置し、墳丘中央に八幡神社が鎮座しており、墳丘全体が同社の神社地となっている。２段で築成され、墳丘の大きさは直径約60m、高さ約7mであり、幅約17mの周濠を持つ。円墳としては福井県内最大規模。埋葬施設は未調査であるが埴輪や葺石は現在のところ見つかっていない。。
本古墳の所在する鯖江台地上には、著名な王山・長泉寺山があり、その山丘上に王山古墳群をはじめ弥生時代後期から古墳時代前期にわたる古墳群が数多く分布している。本古墳はこうした古墳群に後続するもので、首長墓として極めて重要な古墳である。
永らく神社の敷地として木々が生い茂った姿であったが、2023年5月までに整備事業が完了し円墳としての姿が良く確認出来る状態となった。

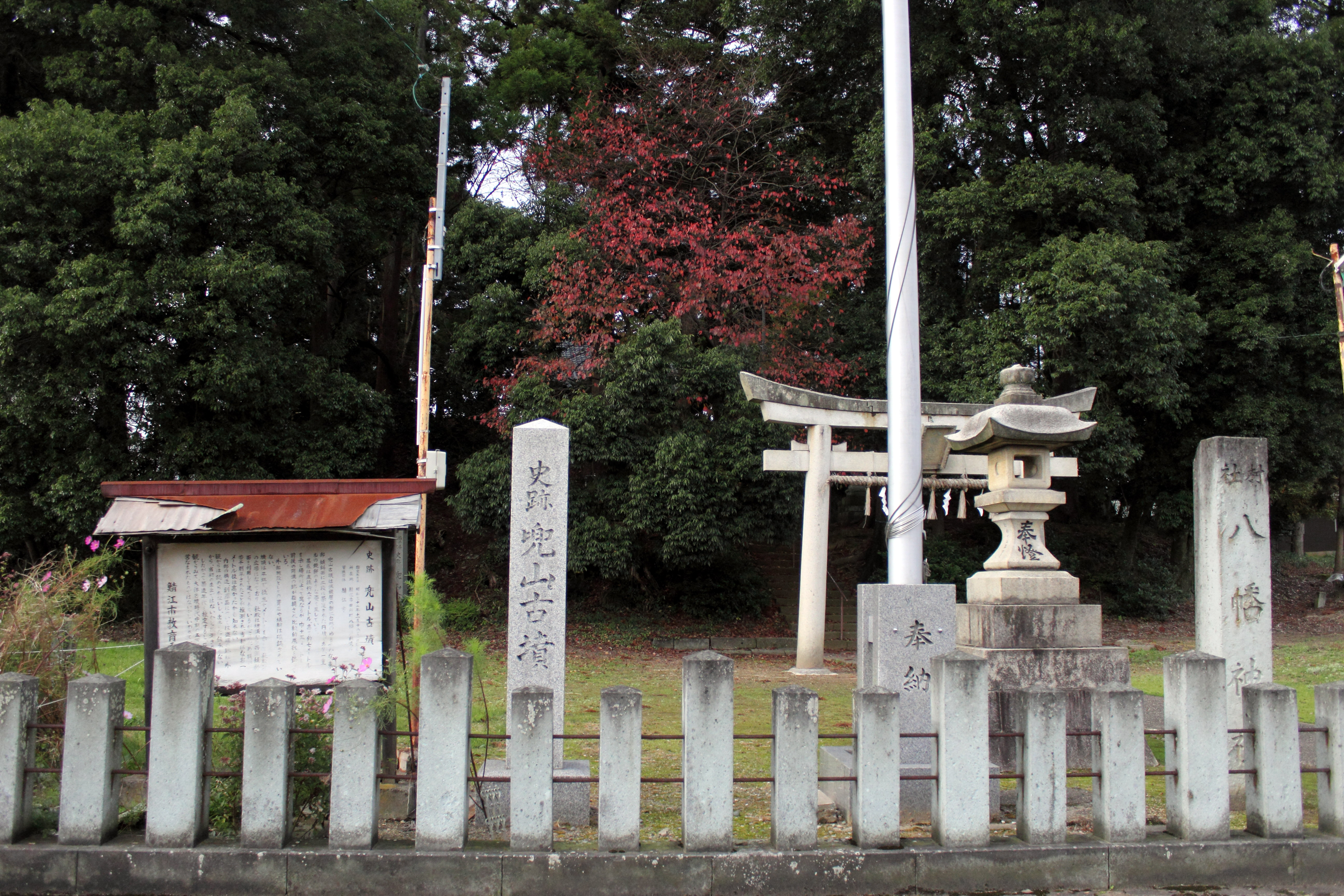
兜山古墳・八幡神社
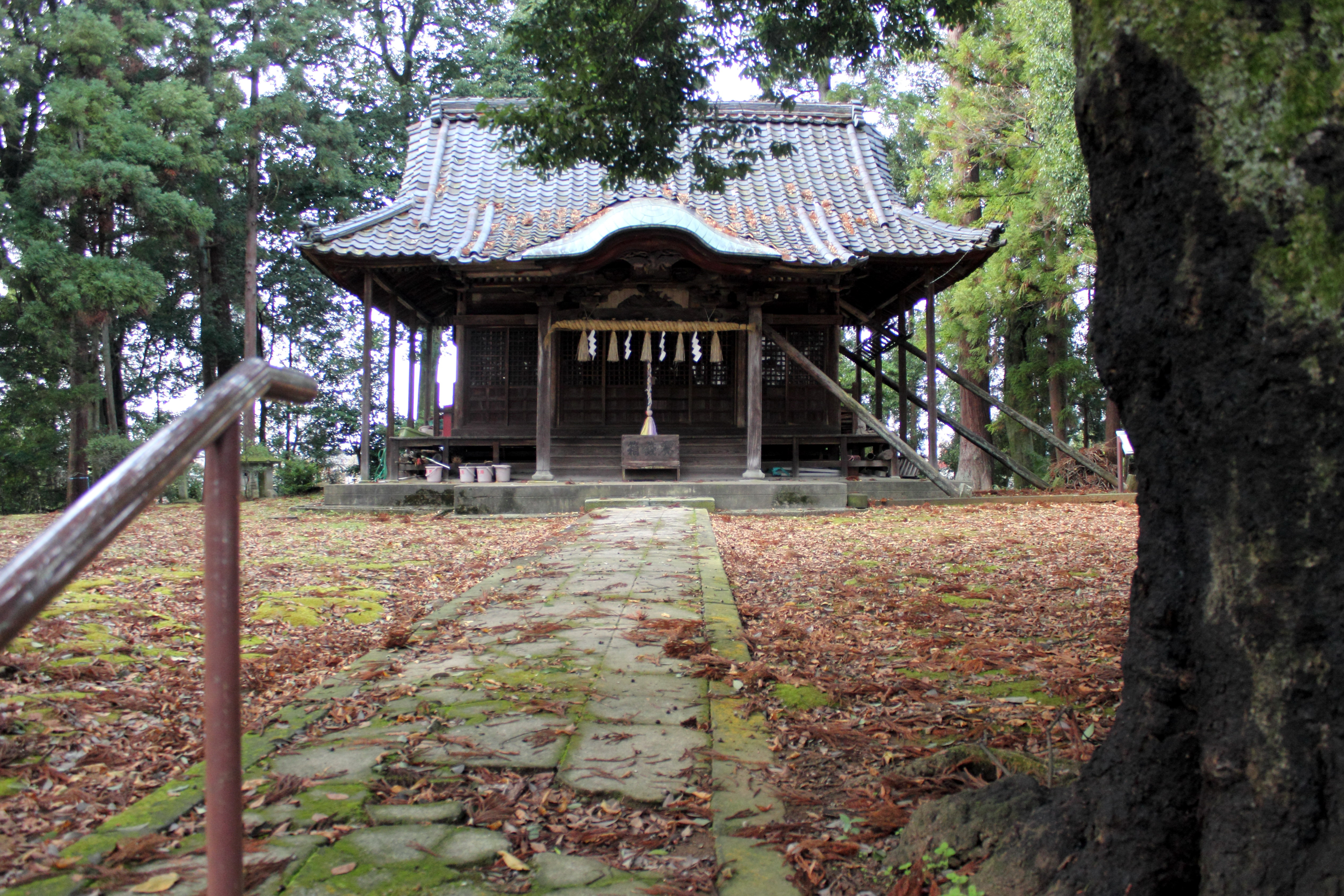
八幡神社 社殿